# Convocazioni per l'UEFA Futsal Championship 2005
Elenco dei giocatori convocati da ciascuna Nazionale partecipante all'UEFA Futsal Championship 2005. L'età dei giocatori è relativa al 14 febbraio, data di inizio della manifestazione, mentre il numero di presenze e reti si riferiscono alla manifestazione stessa.

## Gruppo A

### Paesi Bassi
Allenatore:  Victor Hermans
| N. | Pos. | Giocatore          | Data nascita (età)          | Pres. | Reti | Squadra        |
| -- | ---- | ------------------ | --------------------------- | ----- | ---- | -------------- |
| 1  | P    | Patrick Thomassen  | 25 agosto 1965 (39 anni)    | 3     | 0    | De Hommel      |
| 2  | D    | Antoine Merlino    | 23 maggio 1978 (26 anni)    | 3     | 2    | Lommel         |
| 3  | L    | Dick Hulshorst     | 8 maggio 1983 (21 anni)     | 3     | 2    | LZV Kuypers    |
| 4  | L    | Zaid El Morabiti   | 4 luglio 1984 (20 anni)     | 3     | 0    | Hilversum      |
| 5  | D    | Kees Thies         | 9 ottobre 1976 (28 anni)    | 3     | 1    | Marlène        |
| 6  | D    | Samir Makhoukhi    | 1º settembre 1982 (22 anni) | 3     | 1    | CP Hasselt     |
| 7  | L    | Maximiliaan Tjaden | 13 giugno 1971 (33 anni)    | 2     | 1    | Marlène        |
| 8  | PV   | Calvin Blankendal  | 19 ottobre 1973 (31 anni)   | 3     | 0    | Marlène        |
| 9  | PV   | Edwin Grünholz     | 15 agosto 1969 (35 anni)    | 2     | 0    | CP Hasselt     |
| 10 | L    | Ferdy Kaleveld     | 14 novembre 1982 (22 anni)  | 0     | 0    | IT/SCN         |
| 11 | A    | Joey Ngarigota     | 29 dicembre 1980 (24 anni)  | 3     | 0    | CP Hasselt     |
| 12 | P    | Remco Bos          | 27 settembre 1970 (34 anni) | 0     | 0    | Hilversum      |
| 13 | D    | Frank Brands       | 29 aprile 1981 (23 anni)    | 0     | 0    | LZV Kuypers    |
| 14 | PV   | Abdellah Idlaasri  | 4 ottobre 1983 (21 anni)    | 1     | 0    | Houthalen-Genk |

### Repubblica Ceca
Allenatore:  Michal Stríz
| N. | Pos. | Giocatore          | Data nascita (età)          | Pres. | Reti | Squadra          |
| -- | ---- | ------------------ | --------------------------- | ----- | ---- | ---------------- |
| 1  | P    | Petr Krayzel       | 16 giugno 1969 (35 anni)    | 1     | 0    | Jistebník        |
| 2  | PV   | Vít Blažej         | 15 dicembre 1978 (26 anni)  | 3     | 0    | Slov-Matic FOFO  |
| 3  | D    | Daniel Rajnoch     | 22 settembre 1974 (30 anni) | 3     | 2    | Era-Pack Chrudim |
| 4  | D    | David Levčík       | 17 febbraio 1976 (28 anni)  | 3     | 0    | Mikeska Ostrava  |
| 5  | D    | Tomáš Sluka        | 19 maggio 1978 (26 anni)    | 3     | 1    | Jistebník        |
| 6  | L    | Roman Mareš        | 15 marzo 1975 (29 anni)     | 1     | 0    | Dina Mosca       |
| 7  | PV   | Martin Dlouhý      | 3 marzo 1975 (29 anni)      | 3     | 1    | Viktoria Žižkov  |
| 8  | PV   | Radek Polášek      | 2 agosto 1984 (20 anni)     | 1     | 0    | Mikeska Ostrava  |
| 9  | D    | David Frič         | 17 febbraio 1983 (21 anni)  | 2     | 0    | Viktoria Žižkov  |
| 10 | L    | Josef Havel        | 12 febbraio 1982 (23 anni)  | 2     | 0    | Helas Brno       |
| 11 | PV   | Michal Mareš       | 3 febbraio 1976 (29 anni)   | 3     | 2    | Dina Mosca       |
| 12 | P    | Jan Klíma          | 15 ottobre 1970 (34 anni)   | 2     | 0    | Benago           |
| 13 | PV   | Zdeněk Sláma       | 28 dicembre 1982 (22 anni)  | 3     | 0    | Viktoria Žižkov  |
| 14 | D    | Jaroslav Kamenický | 10 giugno 1975 (29 anni)    | 3     | 0    | Bakov            |

### Russia
Allenatore:  Oleg Ivanov
| N. | Pos. | Giocatore             | Data nascita (età)         | Pres. | Reti | Squadra           |
| -- | ---- | --------------------- | -------------------------- | ----- | ---- | ----------------- |
| 1  | P    | Pavel Stepanov        | 4 ottobre 1974 (30 anni)   | 1     | 0    | Dinamo Mosca      |
| 2  | D    | Vladislav Šajachmetov | 25 agosto 1981 (23 anni)   | 4     | 5    | VIZ-Sinara        |
| 3  | D    | Aleksandr Fukin       | 26 marzo 1985 (19 anni)    | 5     | 0    | Dina Mosca        |
| 4  | D    | Michail Markin        | 16 novembre 1971 (33 anni) | 5     | 2    | Dina Mosca        |
| 5  | PV   | Konstantin Maevskij   | 5 ottobre 1979 (25 anni)   | 5     | 1    | Dinamo Mosca      |
| 6  | PV   | Sergej Malyšev        | 7 agosto 1975 (29 anni)    | 5     | 0    | Dinamo Mosca      |
| 7  | PV   | Damir Chamadiev       | 30 luglio 1981 (23 anni)   | 4     | 1    | VIZ-Sinara        |
| 8  | D    | Konstantin Duškevič   | 20 luglio 1981 (23 anni)   | 4     | 1    | Dina Mosca        |
| 9  | PV   | Sergej Ivanov         | 9 ottobre 1978 (26 anni)   | 5     | 2    | Dinamo Mosca      |
| 10 | PV   | Denis Abyšev          | 9 ottobre 1978 (26 anni)   | 3     | 1    | Tjumen'           |
| 11 | D    | Maksim Gorbunov       | 11 maggio 1976 (28 anni)   | 1     | 0    | Spartak Mosca     |
| 12 | P    | Sergej Zuev           | 20 febbraio 1980 (24 anni) | 5     | 0    | VIZ-Sinara        |
| 13 | PV   | Aleksandr Levin       | 22 marzo 1978 (26 anni)    | 3     | 1    | Dinamo Mosca      |
| 14 | PV   | Jurij Korol'          | 15 novembre 1978 (26 anni) | 3     | 0    | Noril'skij Nikel' |

### Ucraina
Allenatore:  Hennadij Lysenčuk
| N. | Pos. | Giocatore           | Data nascita (età)         | Pres. | Reti | Squadra           |
| -- | ---- | ------------------- | -------------------------- | ----- | ---- | ----------------- |
| 1  | P    | Oleksij Popov       | 6 marzo 1980 (24 anni)     | 5     | 0    | Šachtar           |
| 2  | D    | Mychajlo Romanov    | 21 luglio 1983 (21 anni)   | 4     | 0    | Dneprospetsstal   |
| 3  | D    | Vitalij Nesteruk    | 17 giugno 1979 (25 anni)   | 2     | 0    | Enerhija Černihiv |
| 4  | PV   | Serhij Koridze      | 6 dicembre 1975 (29 anni)  | 5     | 1    | Spartak Ščëlkovo  |
| 5  | D    | Oleh Šajtanov       | 28 giugno 1977 (27 anni)   | 4     | 0    | Interkas          |
| 6  | D    | Vitalij Brun'ko     | 24 ottobre 1976 (28 anni)  | 5     | 0    | Enerhija Leopoli  |
| 7  | PV   | Jevhen Rohačov      | 30 agosto 1983 (21 anni)   | 2     | 0    | Dneprospetsstal   |
| 8  | D    | Oleksij Kudlaj      | 29 marzo 1974 (30 anni)    | 5     | 1    | Dinamo Mosca      |
| 9  | D    | Valerij Zamjatin    | 5 gennaio 1979 (26 anni)   | 5     | 0    | Enakievets        |
| 10 | PV   | Serhij Sytin        | 19 luglio 1982 (22 anni)   | 5     | 4    | Šachtar           |
| 11 | D    | Fedir Pylypiv       | 8 febbraio 1978 (27 anni)  | 5     | 1    | Šachtar           |
| 12 | P    | Vasyl' Suchomlinov  | 20 maggio 1976 (28 anni)   | 2     | 0    | Oleksandr Charkiv |
| 13 | PV   | Artëm Koval'ov      | 30 dicembre 1981 (23 anni) | 3     | 0    | CSKA Mosca        |
| 14 | P    | Konstantin Vlasenko | 2 ottobre 1977 (27 anni)   | 1     | 0    | Enakievets        |

## Gruppo B

### Italia
Allenatore:  Alessandro Nuccorini
| N. | Pos. | Giocatore           | Data nascita (età)          | Pres. | Reti | Squadra             |
| -- | ---- | ------------------- | --------------------------- | ----- | ---- | ------------------- |
| 1  | P    | Alexandre Feller    | 28 settembre 1971 (33 anni) | 3     | 0    | Prato               |
| 2  | D    | Fernando Grana      | 26 agosto 1979 (25 anni)    | 5     | 6    | Playas de Castellón |
| 3  | D    | Anderson Pellegrini | 16 dicembre 1975 (29 anni)  | 4     | 0    | Xota                |
| 4  | D    | Carlos Montovaneli  | 13 settembre 1973 (31 anni) | 5     | 1    | Roma Futsal         |
| 5  | D    | Jocimar Jubanski    | 7 luglio 1977 (27 anni)     | 5     | 1    | Roma Futsal         |
| 6  | L    | Edgar Bertoni       | 24 luglio 1981 (23 anni)    | 5     | 2    | Luparense           |
| 7  | PV   | Vinícius Bacaro     | 20 agosto 1978 (26 anni)    | 4     | 1    | Roma Futsal         |
| 8  | L    | Carlos Scala        | 24 agosto 1972 (32 anni)    | 5     | 3    | Brillante Roma      |
| 9  | D    | Fabiano Assad       | 5 gennaio 1980 (25 anni)    | 5     | 3    | Roma Futsal         |
| 10 | PV   | Adriano Foglia      | 25 aprile 1981 (23 anni)    | 4     | 1    | Arzignano           |
| 11 | L    | Eduardo Morgado     | 19 giugno 1981 (23 anni)    | 2     | 0    | Montesilvano        |
| 12 | P    | Caio Farinha        | 28 maggio 1973 (31 anni)    | 3     | 0    | Arzignano           |
| 13 | PV   | Sandro Zanetti      | 20 gennaio 1976 (29 anni)   | 5     | 3    | Playas de Castellón |
| 14 | PV   | Tadeu Sartori       | 5 settembre 1974 (30 anni)  | 1     | 0    | Luparense           |

### Portogallo
Allenatore:  Orlando Duarte
| N. | Pos. | Giocatore          | Data nascita (età)         | Pres. | Reti | Squadra          |
| -- | ---- | ------------------ | -------------------------- | ----- | ---- | ---------------- |
| 1  | P    | João Benedito      | 7 ottobre 1978 (26 anni)   | 2     | 0    | Sporting Lisbona |
| 2  | L    | Luís Estrela       | 27 giugno 1979 (25 anni)   | 0     | 0    | Olivais          |
| 3  | L    | Leonardo Conceição | 17 marzo 1983 (21 anni)    | 3     | 0    | Martorell        |
| 4  | D    | Marcelinho         | 27 luglio 1978 (26 anni)   | 3     | 1    | S10 Saragozza    |
| 5  | D    | Ivan Dias          | 28 agosto 1972 (32 anni)   | 3     | 0    | Freixieiro       |
| 6  | PV   | Joel Queirós       | 21 maggio 1982 (22 anni)   | 3     | 2    | ElPozo Murcia    |
| 7  | PV   | André Lima         | 10 maggio 1971 (33 anni)   | 3     | 2    | Benfica          |
| 8  | L    | Miguel Almeida     | 29 novembre 1979 (25 anni) | 1     | 0    | Benfica          |
| 9  | L    | Gonçalo Alves      | 1º luglio 1977 (27 anni)   | 3     | 4    | Sporting Lisbona |
| 10 | L    | Zé Maria           | 1º marzo 1977 (27 anni)    | 3     | 0    | Benfica          |
| 11 | L    | Israel Alves       | 31 gennaio 1977 (28 anni)  | 2     | 0    | Sporting Lisbona |
| 12 | P    | Sandro Barradas    | 29 giugno 1979 (25 anni)   | 1     | 0    | Freixieiro       |
| 13 | L    | Zézito             | 4 gennaio 1973 (32 anni)   | 3     | 0    | Sporting Lisbona |
| 14 | P    | Sílvio Roda        | 29 luglio 1975 (29 anni)   | 0     | 0    | Sporting Pombal  |

### Spagna
Allenatore:  Javier Lozano
| N. | Pos. | Giocatore          | Data nascita (età)          | Pres. | Reti | Squadra             |
| -- | ---- | ------------------ | --------------------------- | ----- | ---- | ------------------- |
| 1  | P    | Luis Amado         | 4 maggio 1976 (28 anni)     | 4     | 0    | Interviú            |
| 2  | D    | Julio García       | 27 maggio 1972 (32 anni)    | 5     | 0    | Interviú            |
| 3  | D    | Jordi Torrás       | 24 settembre 1980 (24 anni) | 5     | 2    | Cartagena           |
| 4  | D    | Francisco Serrejón | 4 marzo 1973 (31 anni)      | 5     | 2    | ElPozo Murcia       |
| 5  | L    | Javier Orol        | 4 aprile 1973 (31 anni)     | 5     | 0    | Cartagena           |
| 6  | PV   | Marcelo            | 11 gennaio 1974 (31 anni)   | 2     | 0    | Cartagena           |
| 7  | PV   | Javier Rodríguez   | 26 marzo 1974 (30 anni)     | 5     | 3    | Playas de Castellón |
| 8  | D    | Kike Boned         | 4 maggio 1978 (26 anni)     | 5     | 1    | ElPozo Murcia       |
| 9  | L    | Andreu Linares     | 24 febbraio 1975 (29 anni)  | 5     | 4    | Interviú            |
| 10 | L    | Javier Limones     | 23 aprile 1975 (29 anni)    | 2     | 0    | Interviú            |
| 11 | PV   | Alberto Cogorro    | 5 novembre 1977 (27 anni)   | 3     | 1    | Playas de Castellón |
| 12 | P    | Rafael Fernández   | 13 giugno 1980 (24 anni)    | 1     | 0    | Playas de Castellón |
| 13 | P    | Paco Sedano        | 2 dicembre 1979 (25 anni)   | 0     | 0    | Móstoles            |
| 14 | D    | Daniel             | 6 luglio 1976 (28 anni)     | 5     | 2    | Interviú            |

### Ungheria
Allenatore:  Mihály Kozma
| N. | Pos. | Giocatore        | Data nascita (età)          | Pres. | Reti | Squadra         |
| -- | ---- | ---------------- | --------------------------- | ----- | ---- | --------------- |
| 1  | P    | Zoltán Balázs    | 29 giugno 1979 (25 anni)    | 3     | 0    | Aramis          |
| 2  | D    | Szabolcs Tóth    | 30 aprile 1975 (29 anni)    | 3     | 1    | Gödöllő         |
| 3  | D    | Gábor Somogyi    | 30 luglio 1975 (29 anni)    | 1     | 0    | Cső-Montage BFC |
| 4  | D    | Balázs Simon     | 16 novembre 1974 (30 anni)  | 3     | 1    | Rubeola         |
| 5  | D    | Tamás Szimcsák   | 12 settembre 1979 (25 anni) | 2     | 0    | Cső-Montage BFC |
| 6  | D    | Gábor Csernai    | 1º luglio 1980 (24 anni)    | 0     | 0    | Aramis          |
| 7  | PV   | Tamás Lódi       | 2 settembre 1982 (22 anni)  | 3     | 2    | Gödöllő         |
| 8  | PV   | Pál Baranyai     | 25 gennaio 1977 (28 anni)   | 3     | 0    | Gödöllő         |
| 9  | PV   | Zoltán Szabó     | 12 maggio 1975 (29 anni)    | 2     | 0    | Aramis          |
| 10 | D    | Tamás Frank      | 6 dicembre 1975 (29 anni)   | 2     | 1    | Aramis          |
| 11 | PV   | János Madarász   | 14 maggio 1974 (30 anni)    | 3     | 0    | Gödöllő         |
| 12 | P    | Ákos Márkus      | 1º ottobre 1974 (30 anni)   | 0     | 0    | Cső-Montage BFC |
| 13 | PV   | Zsolt Gyurcsányi | 28 aprile 1980 (24 anni)    | 3     | 0    | Rubeola         |
| 14 | PV   | Miklós Tóth      | 11 febbraio 1975 (30 anni)  | 3     | 0    | Cső-Montage BFC |